# Amy Gottlieb
Amy Gottlieb (1953-27 de julio de 2023) fue una activista, artista y educadora queer canadiense. Fue una de las organizadoras del primer Pride Toronto (entonces llamado Día del Orgullo Gay y Lésbico) en 1981. También fue organizadora de la Dykes on the Street March (en español, Marcha de las bolleras en la calle), organizada por Lesbianas Contra la Derecha, que tuvo lugar en octubre del mismo año.

## Biografía
Amy Gottlieb nació en 1953. Desde principios de la década de 1970 estuvo involucrada en el activismo socialista y feminista. La participación política de Gottlieb comenzó con el movimiento por la paz y el movimiento por los derechos civiles. Conoció a su primera amante lesbiana en 1973 y pronto empezó a dedicarse también a causas queer. Posteriormente, Gottlieb participó activamente en numerosas causas queer, judías y artísticas, incluida la Organización Lésbica de Toronto (LOOT), el Comité de Mujeres Judías para Poner Fin a la Ocupación de Cisjordania y Gaza, y MIX: la Revista de Artista-Cultura en movimiento.
En junio de 1981, habló en el Instituto Marxista de Toronto con Gary Kinsman y Tim McCaskell en el foro público titulado "Extraños compañeros de cama: lesbianas, gays y la izquierda".
En 1998, se pintó el retrato de Gottlieb para The ArQuives.
En 2017, Gottlieb publicó un ensayo sobre sus experiencias como organizadora de la primera marcha lésbica de Toronto titulado "La primera marcha de bolleras no reconocida de Toronto" en Any Other Way: How Toronto Got Queer (Coach House Books).
En 2020, Rise Up Feminst Archive publicó una entrevista con Gottlieb y las conocidas feministas Sue Colley y Meg Luxton sobre cómo convertirse en activistas feministas.
En 2022, el Globe and Mail publicó un relato en primera persona de la batalla de Gottlieb contra el cáncer.
En 2023, la revista Spacing entrevistó a Gottlieb sobre los primeros años de organización del Orgullo en Toronto y la protesta por las redadas en las saunas frecuentadas por el colectivo LGTB.

## Vídeo y Fotografía
El trabajo artístico de Gottlieb exploró su historia familiar y la relación entre la memoria personal e histórica. Su vídeo "In Living Memory" se proyectó en festivales de Norteamérica y en televisión y fue premiado en 1997. 
"Tempest in a Teapot" es un vídeo de 1987 sobre la madre de Gottlieb y sus actividades políticas radicales. Se proyectó en cinco festivales de Toronto y se exhibió en la A Space Gallery de Toronto. 
El trabajo fotográfico de Gottlieb de 2010, "FBI Family", habla de la vigilancia estatal. Los fotomontajes de Gottlieb son imágenes en capas que combinan los archivos de vigilancia del FBI de su madre con fotografías de su familia.

## enlaces externos
- Sitio web oficial

- Datos: Q102923602